# Mihail Druță
Mihail Druță (n. 2 iunie 1957, Mașcăuți, raionul Criuleni, Republica Moldova) este un profesor de istorie și ofițer militar din Republica Moldova, deputat în legislaturile 1990-1994 și 2021-2025 ale Parlamentului Republicii Moldova, în prezent reprezentant al Partidului Acțiune și Solidaritate (PAS).

## Biografie
În perioada 1994-2005, Druță a lucrat în Forțele armate ale Republicii Moldova, ulterior a emigrat în Italia unde a fost muncitor la o fabrică locală.

### Activitate politică
Mihail Druță a fost ales deputat în primul parlament al Republicii Moldova, pe circumscripția nr. 243 Lazo (Heciul Nou).
De asemenea, a candidat cu numărul 27 pe lista Partidului Acțiune și Solidaritate la alegerile parlamentare din 2021. PAS a obținut 63 de mandate, astfel încât Druță a acces în Parlament pentru a doua oară.

## Premii și distincții
În 2012, tuturor semnatarilor Declarației de independență a Republicii Moldova – printre care se numără și Mihail Druță – le-a fost conferit Ordinul Republicii, cea mai înaltă distincție de stat.